# Bantay
Bantay è una municipalità di quarta classe delle Filippine, situata nella provincia di Ilocos Sur, nella regione di Ilocos.
Bantay è formata da 34 baranggay:
- Aggay
- An-annam
- Balaleng
- Banaoang
- Barangay 1 (Pob.)
- Barangay 2 (Pob.)
- Barangay 3 (Pob.)
- Barangay 4 (Pob.)
- Barangay 5 (Pob.)
- Barangay 6 (Pob.)
- Bulag
- Buquig
- Cabalanggan
- Cabaroan
- Cabusligan
- Capangdanan
- Guimod

- Lingsat
- Malingeb
- Mira
- Naguiddayan
- Ora
- Paing
- Puspus
- Quimmarayan
- Sagneb
- Sagpat
- San Isidro
- San Julian
- San Mariano (Sallacong)
- Sinabaan
- Taguiporo
- Taleb
- Tay-ac